# Delpsjoch
Delpsjoch är ett bergspass i Österrike.   Det ligger i distriktet Schwaz och förbundslandet Tyrolen, i den västra delen av landet, 400 km väster om huvudstaden Wien. Delpsjoch ligger 1 910 meter över havet.
Terrängen runt Delpsjoch är bergig söderut, men norrut är den kuperad. Delpsjoch ligger uppe på en höjd. Runt Delpsjoch är det ganska glesbefolkat, med 42 invånare per kvadratkilometer.. Närmaste större samhälle är Achenkirch, 16,0 km öster om Delpsjoch. 
I omgivningarna runt Delpsjoch växer i huvudsak blandskog.